# Токио-га
«Токио-га» (англ. Tokyo-Ga; яп. 東京画 То: кё:-га) — документальный фильм режиссёра Вима Вендерса.

## Сюжет
Находясь под впечатлением от фильмов японского мастера Ясудзиро Одзу, весной 1983 года Вим Вендерс отправляется в Токио, чтобы сравнить испытанные при просмотре ощущения с реалиями современной японской столицы и попытаться отыскать тот дух Токио, которым наполнены картины Одзу. Он встречается с актером Тисю Рю и оператором Юухару Ацутой, которые на протяжении многих лет работали с Одзу. Отснятый в Японии материал лег в основу этого фильма.

## В ролях
- Тисю Рю — в роли самого себя
- Вернер Херцог — в роли самого себя
- Юухару Ацута — в роли самого себя
- Крис Маркер — в роли самого себя